# Tytuły klasyfikacyjne EBL w brydżu sportowym
Tytuły klasyfikacyjne EBL w brydżu sportowym - przyznawane przez Europejską Ligę Brydżową  tytuły za osiągnięcia uzyskiwane w zawodach brydża sportowego.

## Kryteria mające wpływ na zdobywanie tytułów EBL
Zawodnicy strefy europejskiej (EBL) zdobywają tytuły dzięki posiadaniu odpowiedniej ilości Europejskich Punktów Mistrzowskich (EMP - European Master Points).

## Zawody uwzględniane dla kryteriów EBL
Departament Punktów Mistrzowskich EBL opracował szczegółowe tabele punktów EBL w zależności od typów zawodów i uczestniczych w tych zawodach liczby zespołów, par lub zawodników. Poniżej podano tylko jakie zakresy EMP można otrzymać w różnych zawodach.
Dla liczenia EMP uwzględniane są tylko zawody firmowane przez EBL i WBF.

### Zawody firmowane przez EBL
1. Open - Women - Senior Teams:
Tabela obejmuje liczbę teamów od 11 do 50:
- Dla 11 teamów za 1 miejsce: 100 EMP, za 11: 1 EMP,
- Dla 50 teamów za 1 miejsce: 250 EMP, za 50: 1 EMP;
2. Mixed Teams:
EMP przyznawane są w zależności od zakresów liczby teamów:
- Jeśli liczba teamów jest poniżej 80 to za 1 miejsce: 50 EMP, za 8: 5 EMP,
- Jeśli liczba teamów jest w zakresie 80..99 to za 1 miejsce: 60 EMP, za 8: 7 EMP,
- Jeśli liczba teamów jest 100 lub powyżej to za 1 miejsce: 75 EMP, za 8: 10 EMP;
3. Open Teams (Open Championships):
EMP przyznawane są w zależności od zakresów liczby teamów:
- Jeśli liczba teamów jest poniżej 80 to za 1 miejsce: 75 EMP, za 8: 10 EMP,
- Jeśli liczba teamów jest w zakresie 80..99 to za 1 miejsce: 100 EMP, za 8: 15 EMP,
- Jeśli liczba teamów jest 100 lub powyżej to za 1 miejsce: 125 EMP, za 8: 20 EMP;
4. Women and Senior Teams (Open Championships):
EMP przyznawane są w zależności od zakresów liczby teamów:
- Jeśli liczba teamów jest poniżej 30 to za 1 miejsce: 50 EMP, za 8: 5 EMP,
- Jeśli liczba teamów jest w zakresie 30..49 to za 1 miejsce: 60 EMP, za 8: 7 EMP,
- Jeśli liczba teamów jest 50 lub powyżej to za 1 miejsce: 75 EMP, za 8: 10 EMP;
5. Junior Teams:
Tabela obejmuje liczbę teamów od 10 do 40:
- Dla 10 teamów za 1 miejsce: 30 EMP, za 10: 1 EMP,
- Dla 40 teamów za 1 miejsce: 50 EMP, za 40: 1 EMP;
6. Youngsters and Girls Teams:
Tabela obejmuje liczbę teamów od 8 do 40:
- Dla 8 teamów za 1 miejsce: 10 EMP, za 8: 1 EMP,
- Dla 40 teamów za 1 miejsce: 30 EMP, za 40: 1 EMP;
7. Champions' Cup:
- Za 1 miejsce: 100 EMP,
- Za 4 miejsce: 25 EMP;
8. Open Pairs:
Pierwsze miejsce otrzymuje liczbę EMP równą połowie par uczestniczących w zawodach. Określono algorytm zmniejszania liczby przyznawanych prunktów dla kolejnych miejsc.
Przykładowo dla 250 par:
- Za 1 miejsce: 125 EMP,
- Za 36 miejsce: 5 EMP;
9. Women and Senior Pairs:
Liczbę EMP jest o połowę mniejsza niż liczba EMP przyznawana w konkurencji par Open;
10. Mixed Pairs:
Liczbę EMP jest o połowę równa ⅔ EMP przyznawanych w konkurencji par Open;
11. Individual:
EMP przyznawane są w zależności od zakresów liczby uczestników:
- Jeśli liczba uczestników jest poniżej 30 to za 1 miejsce: 15 EMP, za 2: 10 EMP, za 3: 5,
- Jeśli liczba uczestników jest w zakresie 30..47 to za 1 miejsce: 20 EMP, za 2: 15 EMP, za 3: 7,
- Jeśli liczba uczestników jest 48 lub powyżej to za 1 miejsce: 30 EMP, za 2: 10 EMP; za 3: 10;
12. Other European Events:
(Bez względu na liczbę teamów):
Za 1 miejsce: 20 EMP, za 2: 15 EMP; za 3: 10;
13. Simultaneous Pairs:
Zwycięskiej parze przyznawanych jest 25 EMP. Każda następna para uzyskuje o 1 EMP mniej niż poprzednia.

### Zawody firmowane przez WBF
Punkty EMP są przyznawane europejskim zawodnikom za miejsca zajęte w zawodach firmowanych przez WBF:
• Konkurencja Open:
- - World Bridge Games (Olimpiady): Za 1 miejsce: 300 EMP, za miejsce 10: 10 EMP,
  - World Teams (Bermuda Bowl): Za 1 miejsce: 275 EMP, za miejsce 10: 20 EMP,
  - World Bridge Series (Rosenblum Cup): Za 1 miejsce: 175 EMP, za miejsce 10: 10 EMP,
  - World Transnational Open: Za 1 miejsce: 150 EMP, za miejsce 10: 5 EMP;

• Konkurencje Kobiet i Seniorów:
- - World Bridge Games (Olimpiady): Za 1 miejsce: 250 EMP, za miejsce 30: 10 EMP,
  - World Teams (Venice Cup, Seniors Cup): Za 1 miejsce: 225 EMP, za miejsce 10: 30 EMP,
  - World Bridge Series (McConnell Cup, Rand Cup): Za 1 miejsce: 150 EMP, za miejsce 8: 10 EMP;

• Miksty:
- - World Mixed Team Championship: Za 1 miejsce: 100 EMP, za miejsce 8: 20 EMP;

• Teamy Młodzieżowe:
- - World Youth Congress: Za 1 miejsce: 75 EMP, za miejsce 6: 5 EMP,
  - World Youth Teams (Juniorzy, Dziewczęta): Za 1 miejsce: 50 EMP, za miejsce 6: 5 EMP,
  - World Youth Teams (Młodzież Szkolna): Za 1 miejsce: 50 EMP, za miejsce 6: 5 EMP;

• Pary:
Punkty EMP są przyznawane tak samo jak w zawodach firmowanych przez EBL;
• Indywidualne:
- - World Masters Individual: Za 1 miejsce: 30 EMP, za miejsce 2: 30 EMP, za miejsce 3: 15 EMP.

## Tytuły EBL w zależności od osiągniętych kryteriów
| Tytuły EBL                  | Tytuły EBL |
| Tytuł                       | Wymagania |
| --------------------------- | --- |
| European Champion - EC      | Nadawany jest zawodnikom, którzy wygrali zawody mistrzowskie EBL odpowiedniej kategorii. Po tytule wymienia się kategorię (Open /O, Kobiety /W, Juniorzy /Y, Seniorzy /S, Miksty /M) |
| European Master - EM        | Nadawany jest zawodnikom, którzy: - osiągnęli 250 EMP, lub - mają tytuł WBF Life Master, lub - mają tytuł WBF International Master                                                   |
| European Grand Master - EGM | Nadawany jest zawodnikom, którzy: - osiągnęli 1000 EMP, lub - dwukrotnie wygrali dowolne dwa Mistrzostwa Europy Teamów, lub - mają tytuł WBF Grand Master                            |

## Rankingi EBL zawodników w kategorii Open
Na dzień 7 czerwca 2012 początkowe pozycje rankingu EBL w kategorii Open zajmowali:
| Ranking historyczny EBL: Open | Ranking historyczny EBL: Open | Ranking historyczny EBL: Open | Ranking historyczny EBL: Open | Ranking historyczny EBL: Open | Ranking historyczny EBL: Open |
| Poz                           | Zawodnik                      | Kraj                          | EBLCode                       | EMP                           | Tytuł                         |
| ----------------------------- | ----------------------------- | ----------------------------- | ----------------------------- | ----------------------------- | ----------------------------- |
| 1.                            | Lorenzo Lauria                | Włochy                        | ITALRZ003                     | 5 284                         | EGM / O                       |
| 2.                            | Alfredo Versace               | Włochy                        | ITAVRR023                     | 4 845                         | EGM / O, J, M                 |
| 3.                            | Giorgio Duboin                | Włochy                        | ITADBG012                     | 4 398                         | EGM / O, M                    |
| 4.                            | Norberto Bocchi               | Włochy                        | ITABCT008                     | 4 182                         | EGM / O                       |
| 5.                            | Sabine Auken                  | Niemcy                        | GER2106                       | 4 145                         | EGM / W, M                    |
| 6.                            | Sylvie Willard                | Francja                       | FRA813429                     | 3 661                         | EGM / W                       |
| 7.                            | Cezary Balicki                | Polska                        | POL1221                       | 3 566                         | EGM / O                       |
| 8.                            | Daniela von Arnim             | Niemcy                        | GER2107                       | 3 543                         | EGM / W                       |
| 9.                            | Adam Żmudziński               | Polska                        | POL1776                       | 3 474                         | EGM / O                       |
| 10.                           | Paul Chemla                   | Francja                       | FRA806010                     | 3 348                         | EGM / O, M                    |
| 20.                           | Krzysztof Martens             | Polska                        | POL&500397                    | 2 745                         | EGM / O                       |
| 25.                           | Piotr Gawryś                  | Polska                        | POL&500147                    | 2 365                         | EGM / O                       |
| 39.                           | Apolinary Kowalski            | Polska                        | POL6706                       | 1 964                         | EGM / O, S                    |
| 41.                           | Krzysztof Lasocki             | Polska                        | POL&500340                    | 1 923                         | EGM / O, S                    |
| 43.                           | Jacek Romański                | Polska                        | POL06887                      | 1 893                         | EGM / S                       |
| 46.                           | Julian Klukowski              | Polska                        | POL06680                      | 1 838                         | EGM / O, S                    |
| 48.                           | Piotr Tuszyński               | Polska                        | POL6973                       | 1 813                         | EGM / O                       |
| 67.                           | Marcin Leśniewski             | Polska                        | POL&500352                    | 1 513                         | EGM / O, M                    |
| 68.                           | Michał Kwiecień               | Polska                        | POL05171                      | 1 494                         | EGM / J                       |

| Ranking aktualny EBL: Open | Ranking aktualny EBL: Open | Ranking aktualny EBL: Open | Ranking aktualny EBL: Open | Ranking aktualny EBL: Open | Ranking aktualny EBL: Open |
| Poz                        | Zawodnik                   | Kraj                       | EBLCode                    | EMP                        | Tytuł                      |
| -------------------------- | -------------------------- | -------------------------- | -------------------------- | -------------------------- | -------------------------- |
| 1.                         | Alfredo Versace            | Włochy                     | ITAVRR023                  | 3 143                      | EGM / O, J, M              |
| 2.                         | Lorenzo Lauria             | Włochy                     | ITALRZ003                  | 3 077                      | EGM / O                    |
| 3.                         | Giorgio Duboin             | Włochy                     | ITADBG012                  | 2 697                      | EGM / O, M                 |
| 4.                         | Fulvio Fantoni             | Monako                     | MON&500079                 | 2 598                      | EGM / O                    |
| 5.                         | Claudio Nunes              | Monako                     | MON&500080                 | 2 587                      | EGM / O, J                 |
| 6.                         | Norberto Bocchi            | Włochy                     | ITABCT008                  | 2 508                      | EGM / O                    |
| 7.                         | Sylvie Willard             | Francja                    | FRA813429                  | 1 671                      | EGM / W                    |
| 8.                         | Catherine d'Ovidio         | Francja                    | FRA949406                  | 1 605                      | EGM / W, M                 |
| 9.                         | Bénédicte Cronier          | Francja                    | FRA26478                   | 1 515                      | EGM / W                    |
| 10.                        | Sabine Auken               | Niemcy                     | GER2106                    | 1 441                      | EGM / W, M                 |
| 25.                        | Cezary Balicki             | Polska                     | POL1221                    | 1 088                      | EGM / O                    |
| 28.                        | Apolinary Kowalski         | Polska                     | POL6706                    | 1 059                      | EGM / O, S                 |
| 33.                        | Adam Żmudziński            | Polska                     | POL1776                    | 998                        | EGM / O                    |
| 47.                        | Julian Klukowski           | Polska                     | POL06680                   | 763                        | EGM / O, S                 |
| 50.                        | Jacek Romański             | Polska                     | POL06887                   | 717                        | EGM / S                    |
| 53.                        | Piotr Gawryś               | Polska                     | POL&500147                 | 693                        | EGM / O                    |
| 54.                        | Jerzy Russyan              | Polska                     | POL&500553                 | 691                        | EGM / S                    |
| 64.                        | Piotr Tuszyński            | Polska                     | POL6973                    | 633                        | EGM / O                    |
| 70.                        | Krzysztof Lasocki          | Polska                     | POL&500340                 | 604                        | EGM / O, S                 |
| 75.                        | Wiktor Markowicz           | Polska                     | POL&501135                 | 588                        | EM / S                     |
| 77.                        | Krzysztof Kotorowicz       | Polska                     | POL04111                   | 585                        | EM / J                     |

## Rankingi EBL zawodników w kategorii Kobiet
Na dzień 7 czerwca 2012 początkowe pozycje rankingu EBL w kategorii Kobiet zajmowały:
| Ranking historyczny EBL: Kobiety | Ranking historyczny EBL: Kobiety | Ranking historyczny EBL: Kobiety | Ranking historyczny EBL: Kobiety | Ranking historyczny EBL: Kobiety | Ranking historyczny EBL: Kobiety |
| Poz                              | Zawodnik                         | Kraj                             | EBLCode                          | EMP                              | Tytuł                            |
| -------------------------------- | -------------------------------- | -------------------------------- | -------------------------------- | -------------------------------- | -------------------------------- |
| 1.                               | Sabine Auken                     | Niemcy                           | GER2106                          | 4 145                            | EGM / W, M                       |
| 2.                               | Sylvie Willard                   | Francja                          | FRA813429                        | 3 661                            | EGM / W                          |
| 3.                               | Daniela von Arnim                | Niemcy                           | GER2107                          | 3 543                            | EGM / W                          |
| 4.                               | Bep Vriend                       | Holandia                         | NED9110909                       | 3 335                            | EGM / W, M                       |
| 5.                               | Catherine d'Ovidio               | Francja                          | FRA949406                        | 3 321                            | EGM / W, M                       |
| 6.                               | Nicola Smith                     | Anglia                           | ENG50839                         | 3 297                            | EGM / W                          |
| 7.                               | Véronique Bessis                 | Francja                          | FRA836025                        | 3 104                            | EGM / W, M                       |
| 8.                               | Bénédicte Cronier                | Francja                          | FRA26478                         | 3 094                            | EGM / W                          |
| 9.                               | Pony Beate Nehmert               | Niemcy                           | GER3435                          | 2 866                            | EGM                              |
| 10.                              | Danièle Gaviard                  | Francja                          | FRA869167                        | 2 537                            | EGM / W                          |
| 66.                              | Ewa Harasimowicz                 | Polska                           | POL7792                          | 633                              | EM / M                           |
| 97.                              | Grażyna Brewiak                  | Polska                           | POL8117                          | 409                              | EM                               |
| 101.                             | Anna Sarniak                     | Polska                           | POL6909                          | 388                              | EM                               |
| 104.                             | Jolanta Krogulska                | Polska                           | POL6717                          | 375                              | EM                               |
| 126.                             | Małgorzata Sawicka               | Polska                           | POL4823                          | 322                              | EM                               |
| 129.                             | Ewa Banaszkiewicz                | Polska                           | POL7777                          | 312                              | EM                               |
| 137.                             | Danuta Hocheker                  | Polska                           | POL500183                        | 278                              | EM                               |
| 167.                             | Ewa Sobolewska                   | Polska                           | POL1643                          | 226                              |                                  |
| 185.                             | Ewa Miszewska                    | Polska                           | POL06795                         | 200                              |                                  |
| 243.                             | Anna Szczepańska                 | Polska                           | POL3527                          | 128                              |                                  |
| 267.                             | Wiesława Tomaszewska             | Polska                           | POL500654                        | 115                              |                                  |
| 278.                             | Joanna Taczewska                 | Polska                           | POL3274                          | 110                              |                                  |

| Ranking aktualny EBL: Kobiety | Ranking aktualny EBL: Kobiety | Ranking aktualny EBL: Kobiety | Ranking aktualny EBL: Kobiety | Ranking aktualny EBL: Kobiety | Ranking aktualny EBL: Kobiety |
| Poz                           | Zawodnik                      | Kraj                          | EBLCode                       | EMP                           | Tytuł                         |
| ----------------------------- | ----------------------------- | ----------------------------- | ----------------------------- | ----------------------------- | ----------------------------- |
| 1.                            | Sylvie Willard                | Francja                       | FRA813429                     | 1 671                         | EGM / W                       |
| 2.                            | Catherine d'Ovidio            | Francja                       | FRA949406                     | 1 605                         | EGM / W, M                    |
| 3.                            | Bénédicte Cronier             | Francja                       | FRA26478                      | 1 515                         | EGM / W                       |
| 4.                            | Sabine Auken                  | Niemcy                        | GER2106                       | 1 441                         | EGM / W, M                    |
| 5.                            | Danièle Gaviard               | Francja                       | FRA869167                     | 1 414                         | EGM / W                       |
| 6.                            | Bep Vriend                    | Holandia                      | NED9110909                    | 1 280                         | EGM / W, M                    |
| 7.                            | Jet Pasman                    | Holandia                      | NED6421987                    | 1 218                         | EGM / W                       |
| 8.                            | Anneke Simons                 | Holandia                      | NED7631357                    | 1 198                         | EGM / W                       |
| 9.                            | Daniela von Arnim             | Niemcy                        | GER2107                       | 1 180                         | EGM / W                       |
| 10.                           | Wietske van Zwol              | Holandia                      | NED9981407                    | 1 165                         | EGM / W                       |
| 43.                           | Anna Sarniak                  | Polska                        | POL6909                       | 361                           | EM                            |
| 44.                           | Grażyna Brewiak               | Polska                        | POL8117                       | 359                           | EM                            |
| 60.                           | Małgorzata Sawicka            | Polska                        | POL4823                       | 284                           | EM                            |
| 67.                           | Ewa Harasimowicz              | Polska                        | POL7792                       | 265                           | EM / M                        |
| 135.                          | Joanna Taczewska              | Polska                        | POL3274                       | 109                           |                               |
| 148.                          | Ewa Banaszkiewicz             | Polska                        | POL7777                       | 97                            | EM                            |
| 153.                          | Justyna Żmuda                 | Polska                        | POL10085                      | 91                            |                               |
| 155.                          | Ewa Kater                     | Polska                        | POL06668                      | 90                            |                               |
| 155.                          | Jolanta Krogulska             | Polska                        | POL6717                       | 90                            | EM                            |
| 159.                          | Ewa Miszewska                 | Polska                        | POL06795                      | 87                            |                               |

## Rankingi EBL zawodników w kategorii Seniorów
Na dzień 7 czerwca 2012 początkowe pozycje rankingu EBL w kategorii Seniorów zajmowali:
| Ranking historyczny EBL: Seniorzy | Ranking historyczny EBL: Seniorzy | Ranking historyczny EBL: Seniorzy | Ranking historyczny EBL: Seniorzy | Ranking historyczny EBL: Seniorzy | Ranking historyczny EBL: Seniorzy |
| Poz                               | Zawodnik                          | Kraj                              | EBLCode                           | EMP                               | Tytuł                             |
| --------------------------------- | --------------------------------- | --------------------------------- | --------------------------------- | --------------------------------- | --------------------------------- |
| 1.                                | Pierre Adad                       | Francja                           | FRA800096                         | 1 274                             | EGM / S                           |
| 2.                                | Maurice Aujaleu                   | Francja                           | FRA395211                         | 1 185                             | EGM / S                           |
| 3.                                | Francois Leenhardt                | Francja                           | FRA858699                         | 1 100                             | EGM / S                           |
| 4.                                | Jerzy Russyan                     | Polska                            | POL500553                         | 1 096                             | EGM / S                           |
| 5.                                | Christian Mari                    | Francja                           | FRA818362                         | 1 022                             | EGM / S, M                        |
| 6.                                | Julian Klukowski                  | Polska                            | POL06680                          | 970                               | EGM / O, S                        |
| 7.                                | Claude Delmouly                   | Francja                           | FRA807860                         | 872                               | EM / S                            |
| 8.                                | Andrzej Wilkosz                   | Polska                            | POL500698                         | 816                               | EM / S                            |
| 9.                                | Hans Humburg                      | Niemcy                            | GER5878                           | 797                               | EM / S                            |
| 10.                               | Nisan Rand                        | Izrael                            | ISR000387                         | 791                               | EM                                |
| 11.                               | Włodzimierz Stobiecki             | Polska                            | POL03027                          | 782                               | EM / S                            |
| 12.                               | Krzysztof Lasocki                 | Polska                            |                                   | 781                               | EGM / O, S                        |
| 15.                               | Aleksander Jezioro                | Polska                            | POL07526                          | 717                               | EGM / O                           |
| 19.                               | Stefan Szenberg                   | Polska                            | POL09424                          | 602                               | EM                                |
| 21.                               | Wiktor Markowicz                  | Polska                            | POL501135                         | 584                               | EM / S                            |
| 24.                               | Wit Klapper                       | Polska                            | POL500251                         | 562                               | EM / S                            |
| 27.                               | Jacek Romański                    | Polska                            | POL06887                          | 530                               | EGM / S                           |
| 32.                               | Apolinary Kowalski                | Polska                            | POL6706                           | 505                               | EGM / O, S                        |

| Ranking aktualny EBL: Seniorzy | Ranking aktualny EBL: Seniorzy | Ranking aktualny EBL: Seniorzy | Ranking aktualny EBL: Seniorzy | Ranking aktualny EBL: Seniorzy | Ranking aktualny EBL: Seniorzy |
| Poz                            | Zawodnik                       | Kraj                           | EBLCode                        | EMP                            | Tytuł                          |
| ------------------------------ | ------------------------------ | ------------------------------ | ------------------------------ | ------------------------------ | ------------------------------ |
| 1.                             | Julian Klukowski               | Polska                         | POL06680                       | 728                            | EGM / O, S                     |
| 2.                             | Jerzy Russyan                  | Polska                         | POL500553                      | 691                            | EGM / S                        |
| 3.                             | Peter Lund                     | Dania                          | DEN12679                       | 648                            | EM / S                         |
| 3.                             | Steen Moller                   | Dania                          | DEN12755                       | 648                            | EM / S                         |
| 5.                             | Francois Leenhardt             | Francja                        | FRA858699                      | 625                            | EGM / S                        |
| 6.                             | Krzysztof Lasocki              | Polska                         | POL500340                      | 604                            | EGM / O, S                     |
| 7.                             | Guy Lasserre                   | Francja                        | FRA285868                      | 555                            | EM / S                         |
| 8.                             | Wiktor Markowicz               | Polska                         | POL501135                      | 553                            | EM / S                         |
| 9.                             | Philippe Poizat                | Francja                        | FRA169012                      | 550                            | EM / S                         |
| 10.                            | Christian Mari                 | Francja                        | FRA818362                      | 547                            | EGM / S, M                     |
| 11.                            | Jacek Romański                 | Polska                         | POL06887                       | 530                            | EGM / S                        |
| 15.                            | Apolinary Kowalski             | Polska                         | POL6706                        | 505                            | EGM / O, S                     |
| 33.                            | Aleksander Jezioro             | Polska                         | POL07526                       | 375                            | EGM / O                        |
| 54.                            | Kazimierz Omernik              | Polska                         | POL4665                        | 254                            | EM / S                         |
| 59.                            | Krzysztof Antas                | Polska                         | POL04527                       | 220                            |                                |
| 59.                            | Tadeusz Kaczanowski            | Polska                         | POL05084                       | 220                            | EM                             |
| 63.                            | Jerzy Zaremba                  | Polska                         | POL07025                       | 202                            | EM                             |

## Rankingi EBL zawodników w kategorii Młodzieżowej
Na dzień 7 czerwca 2012 początkowe pozycje rankingu EBL w kategorii Młodzieżowej zajmowali:
| Ranking historyczny EBL: Młodzież | Ranking historyczny EBL: Młodzież | Ranking historyczny EBL: Młodzież | Ranking historyczny EBL: Młodzież | Ranking historyczny EBL: Młodzież | Ranking historyczny EBL: Młodzież |
| Poz                               | Zawodnik                          | Kraj                              | EBLCode                           | EMP                               | Tytuł                             |
| --------------------------------- | --------------------------------- | --------------------------------- | --------------------------------- | --------------------------------- | --------------------------------- |
| 1.                                | Marek Szymanowski                 | Poland                            | POL500643                         | 886                               | EGM / O                           |
| 2.                                | Sally Brock                       | England                           | ENG83361                          | 747                               | EGM / W                           |
| 3.                                | Marion Michielsen                 | Netherlands                       | NED5710375                        | 734                               | EM / W, J                         |
| 4.                                | Geir Helgemo                      | Monaco                            | MON500081                         | 671                               | EGM / O, J                        |
| 5.                                | Jean-Christophe Quantin           | France                            | FRA68595                          | 582                               | EGM / O, J, M                     |
| 6.                                | Boye Brogeland                    | Norway                            | NOR13053                          | 565                               | EGM / O, J, M                     |
| 7.                                | Thomas Bessis                     | France                            | FRA6577227                        | 526                               | EM / O, J                         |
| 8.                                | Bas Drijver                       | Netherlands                       | NED2010221                        | 513                               | EGM / O                           |
| 9.                                | Agustin Madala                    | Italy                             | ITAMDN014                         | 508                               | EM / O                            |
| 10.                               | Espen Lindqvist                   | Norway                            | NOR27727                          | 492                               | EM / O                            |
| 26.                               | Krzysztof Kotorowicz              | Poland                            | POL04111                          | 272                               | EM / J                            |
| 31.                               | Jacek Kalita                      | Poland                            | POL6658                           | 248                               | EM / J                            |
| 35.                               | Konrad Araszkiewicz               | Poland                            | POL4762                           | 237                               | EM / J                            |
| 36.                               | Jan Sikora                        | Poland                            | POL6924                           | 229                               |                                   |
| 47.                               | Piotr Nawrocki                    | Poland                            | POL6815                           | 195                               |                                   |
| 49.                               | Krzysztof Buras                   | Poland                            | POL7291                           | 193                               | EM / J                            |
| 60.                               | Jakub Kowalczyk                   | Poland                            | POL500282                         | 151                               |                                   |
| 78.                               | Piotr Mądry                       | Poland                            | POL7371                           | 141                               | J                                 |
| 79.                               | Michał Nowosadzki                 | Poland                            | POL4662                           | 140                               |                                   |

| Ranking aktualny EBL: Młodzież | Ranking aktualny EBL: Młodzież | Ranking aktualny EBL: Młodzież | Ranking aktualny EBL: Młodzież | Ranking aktualny EBL: Młodzież | Ranking aktualny EBL: Młodzież |
| Poz                            | Zawodnik                       | Kraj                           | EBLCode                        | EMP                            | Tytuł                          |
| ------------------------------ | ------------------------------ | ------------------------------ | ------------------------------ | ------------------------------ | ------------------------------ |
| 1.                             | Cecilia Rimstedt               | Sweden                         | SWE78586                       | 470                            | EM                             |
| 2.                             | Sandra Rimstedt                | Sweden                         | SWE78585                       | 426                            | EM                             |
| 3.                             | Deror Padon                    | Israel                         | ISR500023                      | 401                            | EM /J                          |
| 4.                             | Lotan Fiszer                   | Israel                         | ISR014975                      | 391                            | EM / J                         |
| 5.                             | Justyna Żmuda                  | Poland                         | POL10085                       | 336                            | EM                             |
| 6.                             | Wojciech Kaźmierczak           | Poland                         | POL10570                       | 310                            | EM                             |
| 7.                             | Mosze Mejuchas                 | Israel                         | ISR14777                       | 283                            | EM /J                          |
| 8.                             | Joris van Lankveld             | Netherlands                    | NED10500468                    | 282                            | EM                             |
| 9.                             | Berend van den Bos             | Netherlands                    | NED10095764                    | 279                            | EM                             |
| 10.                            | Gal Gerstner                   | Israel                         | ISR17919                       | 268                            | EM /J                          |
| 11.                            | Natalia Sakowska               | Poland                         | POL10793                       | 252                            | EM                             |
| 15.                            | Danuta Kazmucha                | Poland                         | POL9138                        | 226                            |                                |
| 18.                            | Joanna Taczewska               | Poland                         | POL3274                        | 220                            |                                |
| 20.                            | Katarzyna Dufrat               | Poland                         | POL12450                       | 215                            |                                |
| 25.                            | Michał Gulczyński              | Poland                         | POL12275                       | 168                            |                                |
| 28..                           | Łukasz Witkowski               | Poland                         | POL09755                       | 154                            |                                |
| 29.                            | Michał Klukowski               | Poland                         | POL12197                       | 151                            |                                |
| 30.                            | Bartłomiej Igła                | Poland                         | POL2667                        | 149                            |                                |
| 31.                            | Tomasz Maciej Jochymski        | Poland                         | POL05649                       | 145                            |                                |
| 35.                            | Artur Marek Machno             | Poland                         | POL2732                        | 133                            |                                |
| 37.                            | Paweł Jassem                   | Poland                         | POL5069                        | 131                            |                                |
| 40.                            | Piotr Tuczyński                | Poland                         | POL9146                        | 123                            |                                |
| 43.                            | Adam Krysa                     | Poland                         | POL12999                       | 100                            |                                |
| 44.                            | Roman Kowalewski               | Poland                         | POL13651                       | 95                             |                                |
| 46.                            | Michał Kania                   | Poland                         | POL7801                        | 90                             |                                |
| 47.                            | Mateusz Mroczkowski            | Poland                         | POL07378                       | 88                             |                                |
| 47.                            | Adam Śmieszkoł                 | Poland                         | POL07415                       | 88                             |                                |